# Порт Сяме́нь
Порт Сяме́нь (кит.: 厦门港) — важливий глибоководний порт, розташований на острові Сямень, прилеглому материковому узбережжі та вздовж гирла річки Цзюлунцзян на півдні Фуцзяня, Китай. Це один з магістральних портів Азійсько-Тихоокеанського регіону. Це 8-й за величиною контейнерний порт у Китаї та 17-й у світі. Це 4-й порт у Китаї, здатний приймати великі контейнеровози 6-го покоління. У 2013 році Сямень обробив 191 млн тонн вантажів, у тому числі 8,08 млн TEU контейнерів. 31 серпня 2010 року порт Сямень об'єднав сусідній порт Чжанчжоу, утворивши найбільший порт південного сходу Китаю. Це був відносно рідкісний випадок злиття портів у різних юрисдикціях.
Порт складається з дванадцяти районів, включаючи Хепін, Донду, Гаїтянь, Шихушань, Гаоці та Лювудянь (у районі Тонгань).
20 найкращих судноплавних компаній світу створили основні судноплавні маршрути та здійснюють операції в Сямень. Загалом 68 судноплавних маршрутів обслуговують понад 50 країн майже до всіх великих портів світу, що забезпечує в середньому 469 суден, що заходять у порт щомісяця. Крім того, пасажирські перевезення також здійснюються з Сямень до Гонконгу, Гуанчжоу, Шанхаю та Веньчжоу, а також часті поромні перевезення до термінала Шуйтоу на острові Цзіньмень (ROC).

## Інфраструктура
Сяме́нь — добре розвинений першокласний порт. Гавань Донду розташована в районі Хайкан, що на материку. Берегова лінія в районі гавані тягнеться на 30 км, а глибина води сягає до 17 метрів.
Порт має 74 причали. Одне судно вантажопідйомністю 100 000 тонн і більше, 23 причали — 10 000 і більше тонн, а між причалами — 2 судна водотоннажністю 5 000 і 10 000 тонн. Є дев'ять контейнерних терміналів.

## Підхідний канал
Кораблі, які наближаються до порту Сямень і відходять від нього, використовують канал між контрольованим КНР островом Дадан і контрольованим КНР островом Цінью для доступу до Тайванської протоки. Починаючи з грудня 2015 року, Міністерство транспорту та зв'язку Тайваню відкрило канал між островом Дадан і острівцем Менгу (обидва знаходяться під контролем Республіки Королівство) як короткий шлях для суден, які використовують район Лювудянь, Сяньань порту Сямень.